# Ruffey-sur-Seille
Ruffey-sur-Seille és un municipi francès situat al departament del Jura i a la regió de Borgonya - Franc Comtat. L'any 2007 tenia 766 habitants.

## Demografia

### Població
El 2007 la població de fet de Ruffey-sur-Seille era de 766 persones. Hi havia 310 famílies de les quals 84 eren unipersonals (24 homes vivint sols i 60 dones vivint soles), 99 parelles sense fills, 99 parelles amb fills i 28 famílies monoparentals amb fills.
La població ha evolucionat segons el següent gràfic:
Habitants censats

### Habitatges
El 2007 hi havia 377 habitatges, 315 eren l'habitatge principal de la família, 34 eren segones residències i 27 estaven desocupats. 358 eren cases i 18 eren apartaments. Dels 315 habitatges principals, 259 estaven ocupats pels seus propietaris, 52 estaven llogats i ocupats pels llogaters i 5 estaven cedits a títol gratuït; 3 tenien una cambra, 13 en tenien dues, 44 en tenien tres, 84 en tenien quatre i 172 en tenien cinc o més. 240 habitatges disposaven pel capbaix d'una plaça de pàrquing. A 142 habitatges hi havia un automòbil i a 149 n'hi havia dos o més.

### Piràmide de població
La piràmide de població per edats i sexe el 2009 era:
| Homes | Edats   | Dones |
| ----- | ------- | ----- |
| 0     | 95 o +  | 0     |
| 4     | 90 a 94 | 4     |
| 4     | 85 a 89 | 16    |
| 16    | 80 a 84 | 20    |
| 12    | 75 a 79 | 12    |
| 4     | 70 a 74 | 20    |
| 20    | 65 a 69 | 12    |
| 12    | 60 a 64 | 12    |
| 12    | 55 a 59 | 20    |
| 28    | 50 a 54 | 28    |
| 28    | 45 a 49 | 24    |
| 32    | 40 a 44 | 32    |
| 24    | 35 a 39 | 24    |
| 20    | 30 a 34 | 16    |
| 24    | 25 a 29 | 24    |
| 8     | 20 a 24 | 36    |
| 40    | 15 a 19 | 12    |
| 24    | 10 a 14 | 36    |
| 28    | 5 a 9   | 40    |
| 24    | 0 a 4   | 8     |

## Economia
El 2007 la població en edat de treballar era de 482 persones, 361 eren actives i 121 eren inactives. De les 361 persones actives 337 estaven ocupades (177 homes i 160 dones) i 24 estaven aturades (9 homes i 15 dones). De les 121 persones inactives 52 estaven jubilades, 39 estaven estudiant i 30 estaven classificades com a «altres inactius».

### Ingressos
El 2009 a Ruffey-sur-Seille hi havia 319 unitats fiscals que integraven 764 persones, la mediana anual d'ingressos fiscals per persona era de 17.126 €.

### Activitats econòmiques
Dels 23 establiments que hi havia el 2007, 1 era d'una empresa extractiva, 1 d'una empresa alimentària, 2 d'empreses de fabricació d'altres productes industrials, 5 d'empreses de construcció, 7 d'empreses de comerç i reparació d'automòbils, 1 d'una empresa financera, 2 d'empreses immobiliàries, 2 d'empreses de serveis, 1 d'una entitat de l'administració pública i 1 d'una empresa classificada com a «altres activitats de serveis».
Dels 6 establiments de servei als particulars que hi havia el 2009, 2 eren tallers de reparació d'automòbils i de material agrícola, 2 guixaires pintors, 1 electricista i 1 perruqueria.
Dels 3 establiments comercials que hi havia el 2009, 1 era una gran superfície de material de bricolatge, 1 una botiga de menys de 120 m² i 1 una fleca.
L'any 2000 a Ruffey-sur-Seille hi havia 25 explotacions agrícoles que ocupaven un total de 1.272 hectàrees.

## Equipaments sanitaris i escolars
El 2009 hi havia una escola elemental.

## Poblacions més properes
El següent diagrama mostra les poblacions més properes.